# Европейска къртица
Европейската къртица (Talpa europaea) е вид дребен бозайник от семейство Къртицови (Talpidae). Разпространена е главно в горските и лесостепни зони на Европа и Западен Сибир, включително в цяла България.
Европейската къртица има цилиндрично тяло с дължина до 16 cm. Очите са закърнели с размер на отвора в кожата около 1 mm, ушите също са съвсем малки. Козината е тъмна, от напълно черна до тъмно сива, но се срещат и екземпляри, които са албиноси или с жълт цвят.
Европейската къртица живее под земята, където прокопава дълги тунели с много разклонения с помощта на острите си нокти. Изкопаната пръст изхвърля на повърхността в характерните къртичини. При придвижване в тунелите тя се ориентира чрез осезателните си органи.
Основната храна на европейската къртица са земните червеи. Един възрастен екземпляр изяжда около 120 g земни червеи на ден, като не издържа дълго без храна – едва около денонощие. Предпочита да живее в ливади, пасища, покрайнини на гори, градини и други подобни местообитания. Бременността продължава около 40 дни, като между март и май се раждат от едно до четири малки. Кърменето продължава около месец, след което малките, вече достигнали 3/4 от размера на възрастните, се разселват на разстояние между 400 и 2000 m.
В някои случаи къртиците могат да нанесат значителни щети на селскостопанската продукция, най-вече в зеленчукови и цветни градини. Те пренасят и някои заразни болести, като лептоспироза, адиаспиромикоза и други.